# Cadmio
El cadmio es un elemento químico de número atómico 48 situado en el grupo 12 de la tabla periódica de los elementos. Su símbolo es Cd. Es un metal pesado, blando, blanco azulado, relativamente poco abundante. Es uno de los metales más tóxicos. Normalmente se encuentra en minas de zinc y se emplea especialmente en pilas. 

## Historia
El cadmio (en latín, cadmia, y en griego  kadmeia, que significa "calamina", el nombre vulgar del carbonato de zinc) fue descubierto en Alemania en 1817 por Friedrich Strohmeyer. Lo encontró como impureza de algunas muestras de carbonato de zinc. Strohmeyer observó que esas muestras, en particular, cambiaban de color al calentarlas, lo cual no le ocurría al carbonato de zinc puro. Strohmeyer fue lo suficientemente persistente para continuar la observación consiguiendo aislar el elemento mediante el tueste y posterior reducción del sulfuro.

## Características
El cadmio es un metal pesado, de color blanco azulado, el cual se encuentra en toda la corteza terrestre. 
Su estado de oxidación es de +2. Puede presentar el estado de oxidación +1, pero es muy inestable.
No se encuentra en la naturaleza en estado puro sino que por afinidad química está asociado con metales como el zinc, el plomo y el cobre.
Asociado a la contaminación medioambiental e industrial, es uno de los mayores tóxicos, ya que reúne las cuatro características básicas más peligrosas de un tóxico:
- Bioacumulación
- Persistencia en el ambiente
- Efectos desfavorables para el ser humano y el ambiente
- Es fácilmente transportable mediante los cursos de agua y el viento

## Aplicaciones
- Se emplea en acumuladores eléctricos de níquel-cadmio recargables.

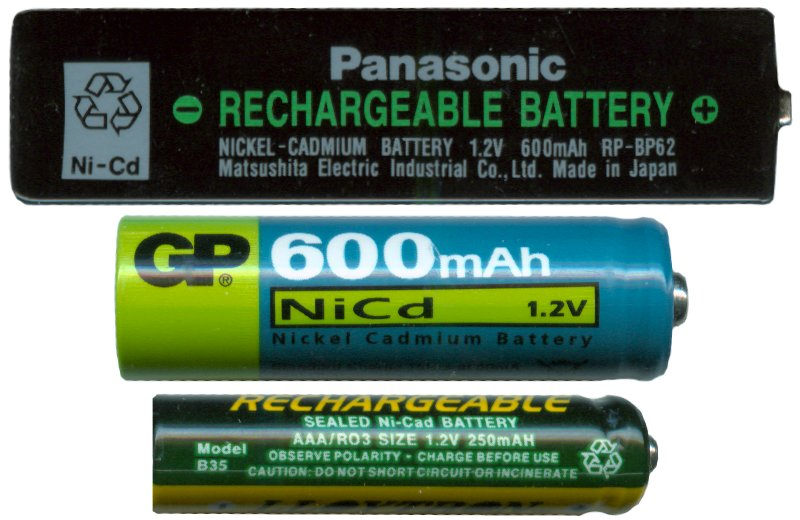
Baterías de Ni-Cd

- En 2009, el 86% del cadmio se utilizaba en baterías y pilas, predominantemente en  baterías de níquel-cadmio recargables. Las pilas de níquel-cadmio tienen un potencial celular nominal de 1,2 V. La celda consta de un electrodo positivo de hidróxido de níquel  y una placa de electrodos de cadmio que hace de polo negativo, separados por un electrolito alcalino  de hidróxido de potasio.[3] La Unión Europea puso un límite al cadmio en la electrónica en 2004 del 0. 01%,[4] con algunas excepciones, y en 2006 redujo el límite de contenido de cadmio al 0. 002%.[5] Otro tipo de batería basada en el cadmio es la batería de plata-cadmio.

- Es componente de aleaciones de bajo punto de fusión. Se emplea en aleaciones de cojinetes, con bajo coeficiente de fricción y gran resistencia a la fatiga.
- Se utiliza mucho en electrodeposición: recubrimiento de rectificadores y acumuladores.
- Utilizado en barras de control del flujo de neutrones en los reactores atómicos.
  - En este uso, actúa como un veneno de neutrones muy eficaz para controlar el flujo de neutrones en la fisión nuclear.[6] Cuando las barras de cadmio se insertan en el núcleo de un reactor nuclear, el cadmio absorbe los neutrones, impidiendo que creen eventos de fisión adicionales, controlando así la cantidad de reactividad. El reactor de agua presurizada diseñado por Westinghouse Electric Company utiliza una aleación compuesta por un 80% de plata, un 15% de indio y un 5% de cadmio.[6]

- El hidróxido de cadmio se emplea en galvanotecnia y en la fabricación de electrodos negativos de baterías de níquel-cadmio.
- El óxido de cadmio se usa como catalizador para la hidrogenación y la síntesis de metano. Además, se emplea para fabricación de esmaltes y en sinterización.
- El cloruro de cadmio se utiliza en galvanotecnia, fotografía y tintorería.
- El sulfuro de cadmio se utiliza como pigmento amarillo.
- El sulfoseleniuro de cadmio se utiliza como pigmento anaranjado.
- El sulfuro de cadmio se utiliza como pigmento rojo.
- El estearato de cadmio se emplea para mejorar la estabilidad de materiales de PVC frente a la luz y a los agentes atmosféricos.

## Concentraciones
Las concentraciones de cadmio en la naturaleza son las siguientes:
- Agua: En ríos la concentración de cadmio disuelto es relativamente alta (10 -500 mg/l) encontrándose  por lo general unido a materia participada. En zonas oceánicas abiertas la concentración está entre 0,5 y 10 mg/l; estos niveles puede ser superiores en áreas marinas cerradas, especialmente en las desembocaduras de los ríos que están contaminados.

- Aire: El transporte a los diferentes compartimentos ambientales se realiza a través del aire, donde tiene poca persistencia (días o semanas). Las concentraciones en zonas rurales son de 0,1 mg. por m³ aumentando hasta cinco veces en zonas urbanas e industriales.
- Suelo: El suelo es el primero en ser objeto de inmisión del cadmio, por la caída de partículas difundidas en el aire por actividades industriales, actividades antropogénicas o por su acumulación después de los incendios.  En suelos la concentración media de cadmio es de 0,06 a 0,5 mg. por kg. aumentando hasta cien veces en zonas contaminadas. Hay estudios basados en que con la aplicación de fertilizantes procedentes de rocas fosfatadas aumenta la concentración desde 0,3 a 38 g. por hectárea y año. La persistencia del cadmio en suelos es de hasta trescientos años y el 90 por ciento permanece sin transformarse. Estas concentraciones de cadmio en el suelo dependen en su mayor parte del pH de la tierra, que controla la solubilidad y movilidad del metal.

## Cadmio en el ambiente
Podemos hallar cadmio en la atmósfera, el agua y el suelo. De forma natural grandes cantidades de cadmio son liberadas al ambiente, aproximadamente 25 000 toneladas al año, de las cuales gran parte son vertidas a los ríos procedente de la descomposición de las rocas, mientras que una pequeña parte es liberada a la atmósfera a través de los incendios forestales, actividad volcánica, quema de combustibles fósiles y residuos urbanos e industriales. 
En este apartado detallaremos como llega el cadmio a los diferentes ecosistemas:
Actualmente se relaciona la contaminación de este metal con la industria del zinc y del plomo. También se producen emisiones de cadmio, aunque en menor grado, en la combustión de basuras, combustión de carbón, producción de cementos y en la industria del acero.
Los daños a nivel global del cadmio son poco importantes, en este metal se ha observado que la relación de contaminación es de regional a local.

### Emisiones atmosféricas
La concentración de cadmio,  procedente de las fuentes citadas previamente, es elevada alrededor de las minas, zonas industriales y áreas urbanas, disminuyendo a medida que nos alejamos de estas hacia las zonas rurales.

### Contaminación del agua
El cadmio que llega al agua principalmente es de vertidos urbanos e industriales. Esta contaminación depende de la cercanía de las zonas acuáticas a las zonas urbanas.  Por otro lado parte del cadmio atmosférico es depositado en la superficie acuática y figura como el 23 % del cadmio contaminante, siendo la vía principal de entrada en agua.

### Contaminación del suelo
La mayor parte del cadmio vertido por el ser humano va a depositarse en el suelo. Al igual que ocurre en el agua la vía principal de deposición es la vía atmosférica, seguida de los vertidos humanos y el uso de fertilizantes.
La concentración de cadmio en el suelo sigue aumentando con el tiempo, debido al incremento de los índices de emisión de origen humano, creyéndose que esta concentración se doblará cada 50 – 80 años.

## Toxicocinética
El cadmio produce efectos tóxicos en los organismos vivos, aun en concentraciones muy pequeñas.
Es el conjunto de fenómenos que experimenta el cadmio desde su entrada en el organismo hasta su eliminación. Consta de los siguientes procesos:

### Absorción
El cadmio se puede absorber por tres vías diferentes; oral, respiratoria o dérmica. Sin embargo, la exposición dérmica es relativamente insignificante, es la absorción tras la vía inhalatoria y oral las de mayor interés.
La alimentación es una de las fuentes importantes de entrada de cadmio en el organismo. Una dieta deficiente en hierro según los resultados experimentales de Flanagan et al. (1978) puede acelerar su velocidad de absorción, así como la falta de otras sustancias como es el calcio o la proteína. Podemos concluir que la fisiología del individuo (edad, reservas de hierro, calcio, zinc, embarazos…) determina la absorción tras la exposición oral.
Se ha observado mediante estudios experimentales que la concentración de cadmio está entre el 2-3% en una persona sana y asciende a un 6-8% en personas con deficiencia de hierro.
La inhalación representa una importante vía de entrada de este metal, y la absorción de este metal es mayor si el organismo presenta una deficiencia de hierro calcio y zinc.
El cadmio y sus sales presentan baja volatilidad y existen en el aire como materia finamente particulada. Cuando son inhaladas, una parte de estas partículas se deposita en el tracto respiratorio y los pulmones, mientras que el resto son exhaladas. El tamaño de partícula determina la absorción por los pulmones; las partículas mayores de 10 µm de diámetro se eliminan fácilmente, mientras que las de 0,1 µm penetran en los alvéolos absorbiéndose y transportándose por el organismo. En el caso del tabaco, las partículas son de pequeño tamaño, teniendo como consecuencia una deposición mayor a nivel alveolar.

### Distribución
Una vez es absorbido por los pulmones o por el tracto intestinal el cadmio es transportado por la sangre a otras partes del cuerpo, concentrándose principalmente en el hígado y el riñón. La acumulación de Cd en riñón e hígado depende de la intensidad, del tiempo de exposición y del estado óptimo de la función de excreción renal.
La metalotioneína (MT) es el medio de transporte del cadmio en el plasma sanguíneo. Éstas son un grupo de proteínas que unen metales, ricas en residuos de cisteína, cuya síntesis ocurre principalmente en hígado y riñón. El complejo Cadmio - metalotioneína se considera menos tóxico que el Cadmio sin enlazar, por tanto esta proteína tiene efecto detoxificante. La liberación de este complejo a la sangre es lenta, lo que provoca una acumulación del complejo Cd-MT en el hígado. A continuación el cadmio unido a MT se transporta por la sangre hasta el riñón, donde se filtra a través del glomérulo y se reabsorbe en el túbulo proximal, se produce una catálisis del complejo cadmio-MT en los lisosomas, liberándose iones de cadmio que inducen nuevamente la síntesis de MT en la célula renal. Por este motivo el cadmio tiene una media de vida biológica bastante larga.

### Metabolismo
Del metabolismo hay poco que decir ya que el cadmio no sufre ninguna conversión metabólica directa tales como oxidación, reducción o alquilación.
Metabólicamente es importante la unión del cadmio a la metalotioneína ya que deja inerte su toxicidad.

### Excreción
El cadmio se excreta de manera escasa y muy lenta, esto explica la larga vida biológica de este elemento.
Tras la absorción la principal vía de eliminación de cadmio es a través de la orina, por lo que se considera que el cadmio urinario refleja la carga corporal de cadmio.

## Toxicidad del cadmio en alimentos
El cadmio es uno de los metales tóxicos emitidos al medio ambiente que más tiende a acumularse en los alimentos. La principal fuente de contaminación de cadmio en el ser humano es la ingesta de vegetales contaminados con este metal. (Norvell et al. 2000).
Una característica considerable del cadmio es su fácil traspaso del suelo a los vegetales, es uno de los metales que mejor se absorben por las plantas, siendo mayormente cereales como el trigo, arroz y, en menor medida el maíz. La retención del cadmio en la superficie vegetal depende de factores como: el tamaño de la partícula, factores climáticos, velocidad de deposición y características de las hojas.  El pH es considerado uno de los factores que más repercusión tienen en la relación cadmio – vegetal, una disminución del pH del suelo facilita el traspaso del metal a la planta.
El fenómeno de la lluvia ácida es de gran importancia en áreas industrializadas, ya que esta disminuye el pH del suelo, y como consecuencia hace aumentar la absorción por parte de las plantas, es decir, la acumulación.
Con relación a la contaminación por agua, los que tienen mayor incidencia tienen son los crustáceos, peces y los moluscos bivalvos (Storelli 2009; Ololade y col. 2011).
El agua apta para beber no puede superar valores del orden de 2 µg/L, esto quiere decir que no es una vía considerable de exposición.
La tecnología alimentaria también juega un papel importante, ya que los productos pueden ser contaminados en el tratamiento de los alimentos y en la manipulación de estos, sobre todo en el caso de los embalajes.

## Efectos en la salud
Los efectos de la toxicidad por Cd dependen del tipo de exposición, ya sea a través de la inhalación de aire contaminado (particularmente cerca de fundidoras, incineradoras o procedente del humo del cigarro), consumo de alimentos y aguas contaminadas.
En fumadores, se ha encontrado que la concentración de Cd en la sangre es de 1-4 µg/l, un valor de cuatro a cinco a veces más alto que en los no fumadores.
- Es nefrotóxico (L´ Azou et al. 2007), y el daño renal se manifiesta con proteinuria (Nogué et al. 2004)
- Diarreas, dolor de estómago y vómitos severos
- Debilitamiento óseo
- Fallos en la reproducción y posibilidad incluso de infertilidad
- Daño al sistema nervioso central
- Daño al sistema inmunológico
- Desórdenes psicológicos
- Carcinogénico (Akesso et al.2008)